# Ожеговци
Ожеговци су насељено место у саставу града Пакраца, у западној Славонији, Република Хрватска.

## Положај
Ожеговци се налазе источно од Пакраца, на јужним обронцима Равне горе.

## Становништво
На попису становништва 2011. године, Ожеговци су имали 34 становника.
| Националност       | 1991.        |
| Срби               | 175 (97,76%) |
| Хрвати             | 1 (0,55%)    |
| Југословени        | 1 (0,55%)    |
| остали и непознато | 2 (1,11%)    |
| Укупно             | 179          |